# François Ombanzi
François „Francky“ Ombanzi (* 1. April 1947 in Kinshasa) ist ein ehemaliger Radrennfahrer aus der Demokratischen Republik Kongo.

## Sportliche Laufbahn
Ombanzi war im Straßenradsport aktiv. Er war Teilnehmer der Olympischen Sommerspiele 1968 in Mexiko-Stadt und startete für das damalige Kongo-Kinshasa. Er gehörte 1968 zu den ersten Sportlern seiner Heimat, die bei Olympischen Spielen starteten. Im Mannschaftszeitfahren kam das Team aus dem Kongo mit Constantin Kabemba, François Ombanzi, Jean Barnabe und Samuel Kibamba auf den 30. Rang und wurde Letzter des Wettbewerbs.